# 软脂酰辅酶A
软脂酰辅酶A（英語：Palmitoyl CoA）是被用于合成鞘氨醇的脂酰辅酶A硫醚：

## 附加图片

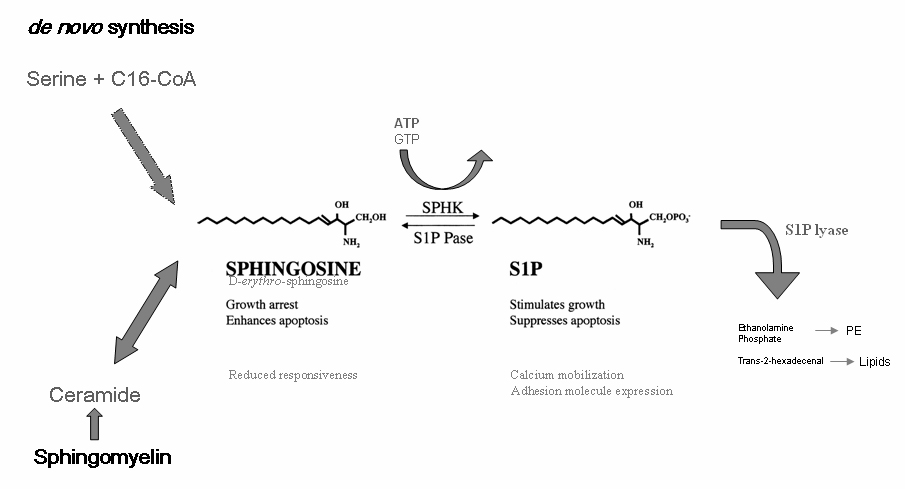
合成
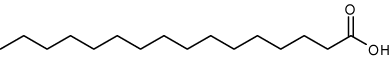
软脂酸
辅酶A